# Những nẻo đường gần xa
Những nẻo đường gần xa (tên cũ: Chân trời rất xanh) là một bộ phim truyền hình được thực hiện bởi Trung tâm Phim truyền hình Việt Nam, Đài Truyền hình Việt Nam do Nguyễn Mai Hiền làm đạo diễn. Phim phát sóng vào lúc 21h00 thứ 2 đến thứ 6 hàng tuần, bắt đầu từ ngày 22 tháng 5 năm 2024 và kết thúc vào ngày 27 tháng 8 năm 2024 trên kênh VTV1.

## Nội dung
Những nẻo đường gần xa xoay quanh câu chuyện của một nhóm bạn ở nông thôn là Anh Hùng, Anh Dũng, Phương Đông, Ngọc Bảo. Họ không cùng tuổi, không cùng chí hướng, nhưng họ có chung tình bạn chân thành giản đơn và trong sáng bước vào cuộc đời. Trong đó, Hùng, Bảo, Đông là bạn cùng học, còn Dũng là em trai Hùng. Khi lên thành phố lập nghiệp, họ chọn sống trọ cạnh nhau trong một khu phố và cùng nhau ăn uống, sinh hoạt chung trong tiệm cơm của ông Nam – bố của Đông.

## Diễn viên

### Diễn viên chính
- Nguyễn Vĩnh Xương trong vai Ông Nam
- Cù Thị Trà trong vai Nguyễn Phương Đông[9][10]
- Ngô Minh Hoàng trong vai Lê Anh Hùng[7][11]
- Trần Trung Kiên trong vai Trần Ngọc Bảo[7][11]
- Trần Việt Hoàng trong vai Lê Anh Dũng[12][13]
- Nguyễn Lê Việt Anh trong vai Trần Thành Vinh[14][15]
- Nguyễn Bích Thủy trong vai Mai Ngọc Yên[16][17]
- Cao Nguyệt Hằng trong vai Bà Châu[18][19]
- Hoàng Thanh Dương trong vai Ông Báu[19]

### Diễn viên phụ
- Ngọc Thoa trong vai Bà nội Yên
- Nguyễn Phú Kiên trong vai Bố Hùng
- Đình Chiến trong vai Thầy Thạch
- Văn Hát trong vai Bố Hân
- Phạm Đỗ Kỷ trong vai Bố Yên
- Ngân Hoa trong vai Mẹ Yên
- Thái An trong vai Bà Ngát
- Đào Thanh Mai trong vai Bà Thanh
- Hà Việt Dũng trong vai Khoa[20]
- Phạm Bảo Anh trong vai Thầy Hải (huấn luyện viên đấu kiếm)
- Nguyễn Huyền Trang trong vai Diễm
- Kim Dung trong vai Diệp
- Huyền Sâm trong vai Nhật
- Minh Nguyệt trong vai Khánh Hà
- Nguyễn Tiến Ngọc trong vai Nguyễn Viết Thái
- Lâm Đức Anh trong vai Bách
- Nguyễn Huyền Trang (Trang Emma) trong vai Bảo Ngọc[21]
- Phương My trong vai Ngà
- Nguyễn Thị Mai Huê trong vai Trần Bảo Hân
- Đỗ Hiền trong vai Duyên
- Hoàng Khánh Ly trong vai Nga
- Nguyễn Nam Việt trong vai Tài[22]
- Đỗ Phạm Khánh Linh trong vai Ngọc Anh
- Lê Tuấn Thành trong vai Tuấn
- Sỹ Lâm trong vai Quân
- Hoàng Hải Thu trong vai Trang
- Quang Lâm trong vai Lão chủ nhà
- Doãn Quốc Đam trong vai Ông Dũng (chủ đại lý)
- Nguyễn Thị Nguyệt trong vai Bà Nguyệt (chủ đại lý)
- Lê Anh Trình trong vai Hưng
- Trần Đức Sơn trong vai Dân
- Thùy Linh trong vai Nhà báo

Cùng một số diễn viên khác...

## Ca khúc trong phim
| Danh sách nhạc phim theo thứ tự xuất hiện | Danh sách nhạc phim theo thứ tự xuất hiện | Danh sách nhạc phim theo thứ tự xuất hiện | Danh sách nhạc phim theo thứ tự xuất hiện | Danh sách nhạc phim theo thứ tự xuất hiện |
| STT                                       | Nhan đề                                   | Phổ lời                                   | Thể hiện                                  | Thời lượng                                |
| ----------------------------------------- | ----------------------------------------- | ----------------------------------------- | ----------------------------------------- | ----------------------------------------- |
| 1.                                        | "Học cách thương một người"               | Lê Thành Trung                            | Bằng Kiều                                 | 4:41                                      |
| 2.                                        | "Giấc mơ từ hôm qua"                      | Lê Thành Trung                            | Bằng Kiều, Phượng Vũ                      | 4:39                                      |
| 3.                                        | "Lời nói là nhói đau"                     | Lê Thành Trung                            | Hồng Dương, Thanh Hương                   | 5:16                                      |

## Sản xuất
Những nẻo đường gần xa do Nguyễn Mai Hiền đảm nhận vai trò đạo diễn, với phần kịch bản được chấp bút bởi nhóm biên kịch gồm Trịnh Khánh Hà, Trịnh Cẩm Hằng, Trịnh Đan Phượng. Bộ phim chính thức khai máy từ ngày 30 tháng 12 năm 2023 và đóng máy vào ngày 3 tháng 7 năm 2024.
Vai chính bộ phim lần lượt được giao cho Cù Thị Trà, Ngô Minh Hoàng, Trần Trung Kiên và Trần Việt Hoàng thủ vai. Đây là lần đầu tiên cả bốn người cùng đảm nhận vai chính. Để vào vai diễn trong bộ phim, Cù Thị Trà cho biết, cô đã phải học đấu kiếm vài tháng, làm quen các loại kiếm và trò chuyện với các vận động viên đấu kiếm để hiểu hơn về môn thể thao này; diễn viên Việt Anh cho biết, anh đã dành 2 tháng để học thổi kèn saxophone cho vai diễn trong bộ phim.
Buổi họp báo ra mắt bộ phim tổ chức vào ngày 10 tháng 5 năm 2024 tại Hà Nội, Tác phẩm sau đó chính thức lên sóng vào lúc 21h00 từ thứ 2 đến thứ 6 hàng tuần trên VTV1, bắt đầu từ ngày 22 tháng 5 cùng năm sau khi Lỡ hẹn với ngày xanh kết thúc.

## Đón nhận
Theo thống kê do Kantar Media công bố vào ngày 2 tháng 6 năm 2024, Những nẻo đường gần xa đứng đầu bảng xếp hạng Top 10 chương trình có lượng xem nhiều nhất cả nước, với tỷ suất là 5,2%. Tuy nhiên, trong tập 1 của bộ phim, nhiều khán giả đã nhặt "sạn" khi nhân vật nghe điện thoại ở trạm xăng trong một cảnh phim; trong khi đó, diễn xuất của Việt Anh bị cho là mờ nhạt, chưa gây ấn tượng với khán giả; một số khán giả cho rằng vai diễn của Việt Anh giống vai diễn trước đó mà anh đã đảm nhận, sau khi anh được phong tặng danh hiệu Nghệ sĩ ưu tú vào tháng 3.